# Nether Horsburgh Castle
Nether Horsburgh Castle ist die Ruine eines Tower House nahe dem Dorf Cardrona in der schottischen Council Area Scottish Borders. Historisch lag es in der traditionellen Grafschaft Peeblesshire. Es liegt an der Westflanke des Black Knowe an der Rückseite des ehemaligen Gutshofes von Glenormiston House, etwa 5,6 km südwestlich von Peebles an der Fernstraße A72.

## Geschichte
Die Borders-Familie Horsburgh ließ die Burg erbauen und bewohnte sie. Später wurde sie an Sir Robert Stewart of Shillingshaws verkauft, weil die Familie sie sich nicht mehr leisten konnte.
In Peebleshire findet man weitere Burgen, die der Familie Horsburgh gehörten. Weniger als 1,5 km westlich von Nether Horsburgh Castle stehen auf einem grasbewachsenen Hügel die Überreste eines kleinen Tower House mit L-förmigem Grundriss. Dies ist Horsburgh Castle, ebenfalls aus dem 16. Jahrhundert. Direkt nördlich von Peebles, oben auf dem Hang von Mailingsland Hill, stehen die Überresten von Hutchinfield Tower. Dies ist ein stark verfallener, rechteckiger Block, ebenfalls aus dem 16. Jahrhundert.

## Beschreibung
Die Überreste von Nether Horsburgh Castle bestehen aus der Ruine eines rechteckigen Tower House aus dem 16. Jahrhundert am Fuß eines Tales über dem Tweed. Der Hope Burn fließt nur wenige Meter östlich an der Ruine vorbei. Ursprünglich gab es anschließend an den Turm einen Hof mit einer Reihe von Gebäuden, von denen man immer noch Spuren nördlich des Turms sehen kann.
Nur drei Mauern des Turms sind heute noch erhalten, die eine Höhe von bis zu 12 Metern erreichen; die östliche Mauer ist bis zur Grundmauer verschwunden. Das Gebäude bedeckte eine Grundfläche von 10 × 8 Metern; seine Mauern waren etwa 1,2 Meter dick. Man denkt, dass der Turm eine Höhe von vier Stockwerken erreichte; der Eingang war im Erdgeschoss auf der Nordostseite. Durch ihn kam man in einen Lagerkeller mit Gewölbedecke, der mit Schießschartenfenstern ausgestattet war. Man fand Beweise für eine Treppe an der Ostmauer, die zu den oberen Stockwerken führte.
Eine Reihe von Gebäuden bildete einen kleinen Innenhof; sie erstreckten sich vom Turm zunächst etwa 14 Meter nach Osten und dann etwa 22 Meter nach Norden. Von all diesen Gebäuden ist nur ein kleines Fragment an der Nordseite erhalten, das heute einen Teil einer Feldmauer bildet.
Nether Horsburgh Castle gilt als Scheduled Monument.

## Fotos der Ruinen

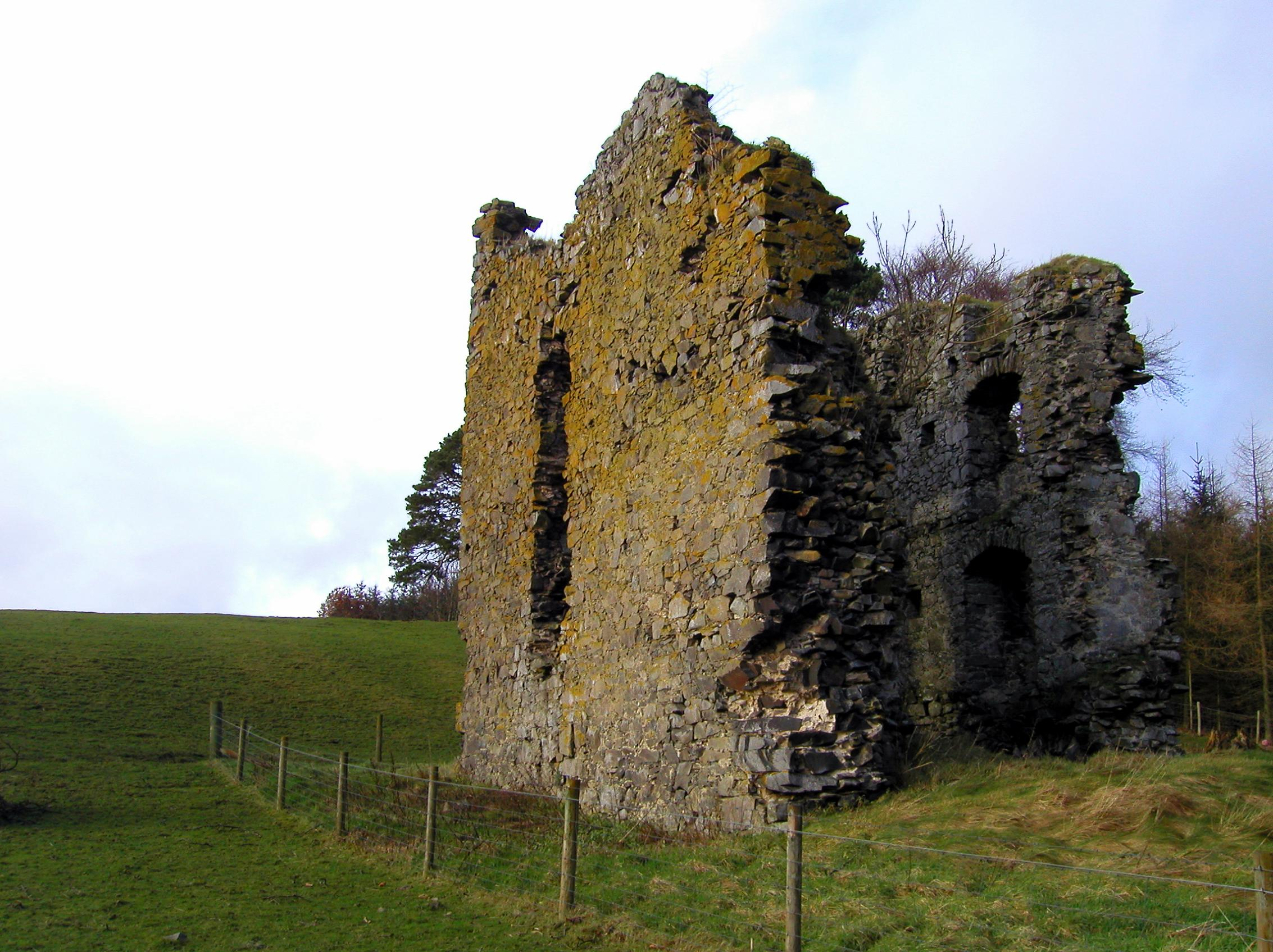
Südostansicht
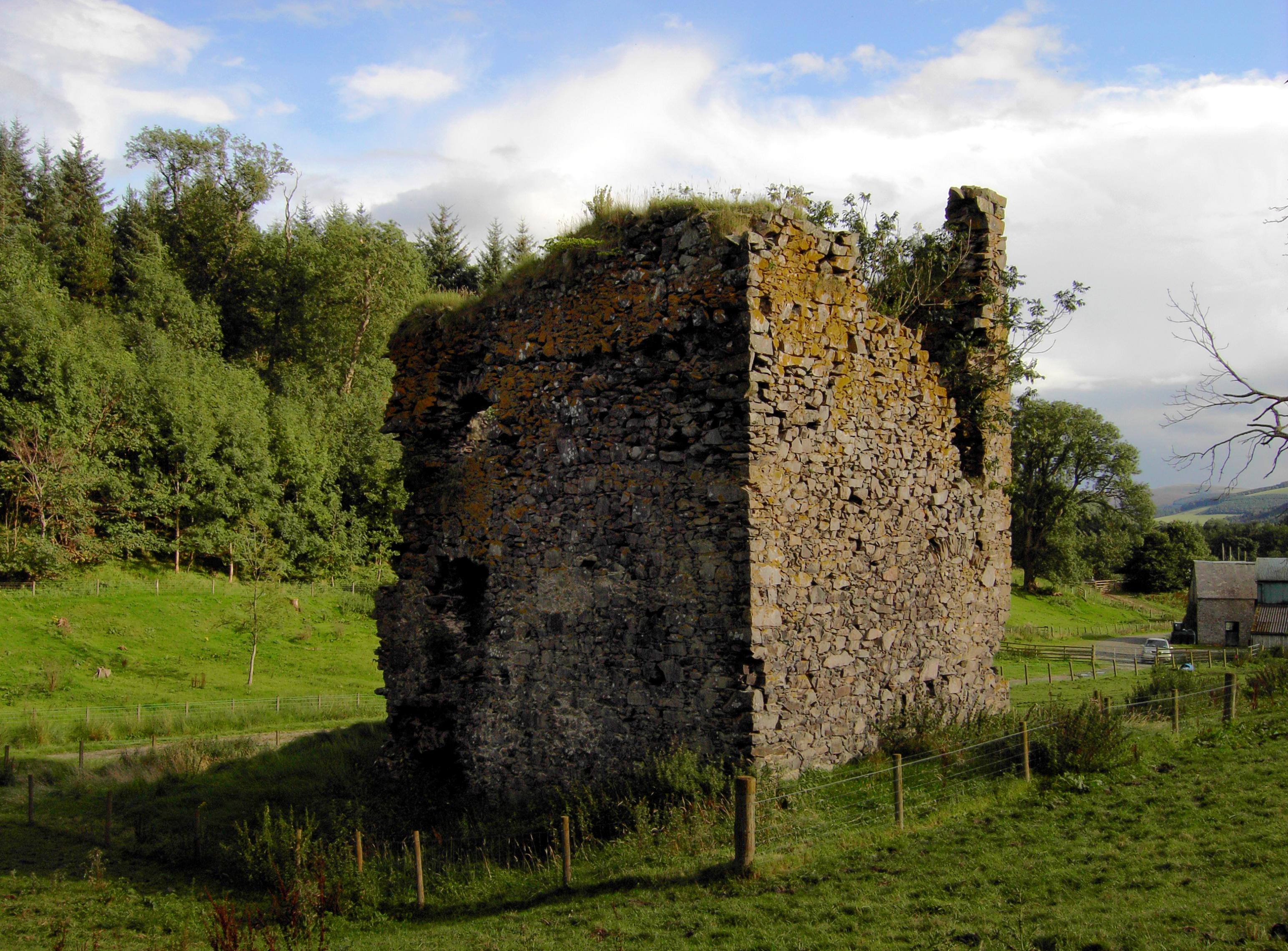
Nordwestansicht
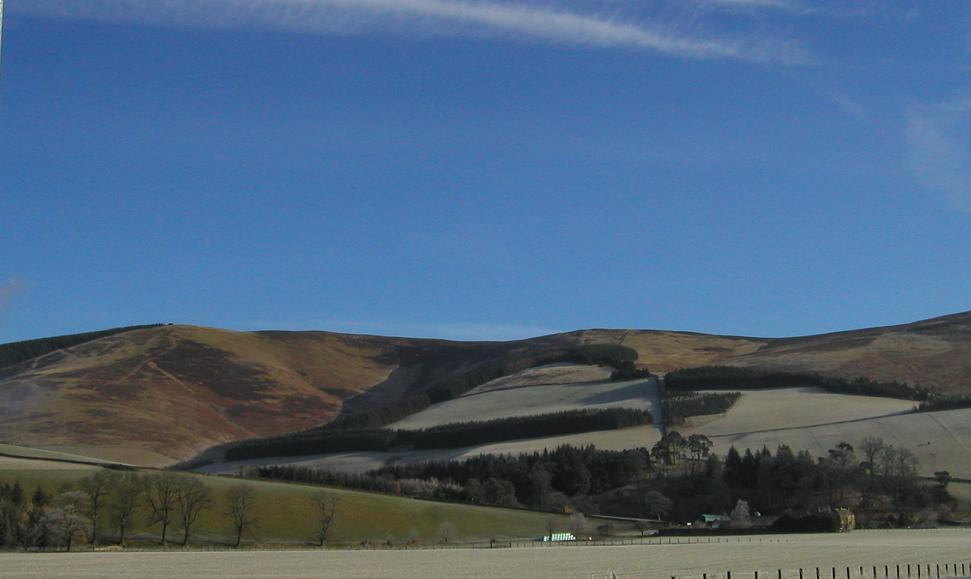
Die Burgruine ist links des Bauernhofes zu sehen.